# NK Naftaplin Stružec
NK Naftaplin je nogometni klub iz Stružca. 
Trenutačno se natječe u 3. ŽNL SMŽ - NS Kutina.